# Корицин (гміна)
Гміна Корицин (пол. Gmina Korycin) — сільська гміна у східній Польщі. Належить до Сокульського повіту Підляського воєводства.
Станом на 31 грудня 2011 у гміні проживало 3456 осіб.

## Територія
Згідно з даними за 2007 рік площа гміни становила 117.32 км², у тому числі:
- орні землі: 85.00%
- ліси: 8.00%

Таким чином, площа гміни становить 5.71% площі повіту.

## Населення
Станом на 31 грудня 2011:
| Опис     | Загалом | Загалом | Чоловіки | Чоловіки | Жінки | Жінки |
| -------- | ------- | ------- | -------- | -------- | ----- | ----- |
| одиниця  | осіб    | %       | осіб     | %        | осіб  | %     |
| все      | 3456    | 100     | 1734     | 50.17    | 1722  | 49.83 |
| міське   | 0       | 100     | 0        |          | 0     |       |
| сільське | 3456    | 100     | 1734     | 50.17    | 1722  | 49.83 |

## Сусідні гміни
Гміна Корицин межує з такими гмінами: Суховоля, Чарна-Білостоцька, Янув, Ясвіли, Ясьонувка.